# LG KS20
Le LG KS20 est un smartphone à écran tactile lancé en 2007 par la société sud-coréenne LG Electronics. Il dispose d'un appareil photographique numérique de deux mégapixels qui peut faire office de caméra, d'une seconde caméra en façade pour la visioconférence, d'une fonction baladeur numérique avec tuner radio, d'un client Internet, et des fonctions classiques de téléphonie mobile telles que l'envoi et la lecture de messages de type SMS (messages texte) et MMS (messages multimédias pouvant comporter images et vidéos).
Fonctionnant sous le système d'exploitation Windows Mobile 6 Pro, il est compatible avec différents protocoles de communication sans fil, dont les protocoles Wi-Fi, GPRS/Edge/3G/3G+ et Bluetooth. Il gère le HSUPA, pour High-Speed Uplink Packet Access, un protocole portant le débit montant de l'appareil à 5,8 Mbit/s. Il est également équipé d'un système de réception radiophonique de type RDS, pour Radio Data System.
Successeur du LG Prada dont il reprend en grande partie le design, le LG KS20 est dépourvu de clavier et ne comporte que trois touches en façade.

## Caractéristiques

### Générales
- Microsoft Windows Mobile 6 Pro
- Dimension (L x H x P) : 10,0 × 5,8 x 1,3 cm
- Poids : 95 g avec batterie
- Processeur :  ARM 1136EJS MSM 7200 cadencé à 400 MHz
- Quadri-Bande GSM (850/900/1800/1 900 MHz), GPRS, EDGE
- Compatible réseau 3G et 3G+ (HSDPA)

### Communication
- USB (Universal Serial Bus)
- Bluetooth 2.0
- Wi-Fi 802.11b/g